# Đội tuyển Davis Cup Saint Lucia
Đội tuyển Davis Cup Saint Lucia đại diện Saint Lucia ở giải đấu quần vợt Davis Cup và được quản lý bởi Hiệp hội Quần vợt St. Lucia. Đội chưa thi đấu kể từ năm 2006.
Thành tích tốt nhất của đội là thứ 8 ở Nhóm III.

## Lịch sử
Saint Lucia lần đầu tiên tham gia Davis Cup vào năm 1998.  Đội trước đó thi đấu như là một phần của đội Đông Caribe.